# Veľká Mača
Veľká Mača est un village de Slovaquie situé dans la région de Trnava.

## Histoire
Première mention écrite du village en 1326.
La localité fut annexée par la Hongrie après le premier arbitrage de Vienne le 2 novembre 1938. En 1938, on comptait 2 320 habitants dont 5 juifs. Elle faisait partie du district de Galanta, en hongrois Galántai járás. Le nom de la localité avant la Seconde Guerre mondiale était Veľký Mačad/Nagy-Mácséd. Durant la période 1938-1945, le nom hongrois Nagymácséd était d'usage. À la libération, la commune a été réintégrée dans la Tchécoslovaquie reconstituée.
Le 21 février 2018, Ján Kuciak et sa compagne sont assassinés à Veľká Mača, cet événement déclenchera la chute du gouvernement de Robert Fico.

## Démographie

### Évolution de la population
| Année:               | 1994. | 2004.   | 2014.   | 2024.   |
| -------------------- | ----- | ------- | ------- | ------- |
| Nombre de personnes: | 2559  | 2614    | 2571    | 2560    |
| Différence:          |       | +2,14 % | -1,64 % | -0,42 % |

| Année:               | 2023. | 2024.   |
| -------------------- | ----- | ------- |
| Nombre de personnes: | 2564  | 2560    |
| Différence:          |       | -0,15 % |